# Europäische Hallenspiele 1968
Die 3. Europäischen Hallenspiele wurden am 9. und 10. März 1968 in Madrid ausgetragen. Die Wettkämpfe fanden im Palacio de Deportes de la Comunidad de Madrid statt.

## Ergebnisse Männer

### 50 m
| Platz | Athlet           | Land | Zeit (s) |
| ----- | ---------------- | ---- | -------- |
| 1     | Jobst Hirscht    | FRG  | 5,72     |
| 2     | Bob Frith        | GBR  | 5,78     |
| 3     | Günter Gollos    | GDR  | 5,78     |
| 4     | Wiesław Maniak   | POL  | 5,79     |
| 5     | Ivan Karasi      | YUG  | 5,79     |
| 6     | Wladislaw Sapeja | URS  | 5,80     |

### 400 m
| Platz | Athlet                 | Land | Zeit (s) |
| ----- | ---------------------- | ---- | -------- |
| 1     | Andrzej Badeński       | POL  | 47,04    |
| 2     | Alexander Brattschikow | URS  | 47,3     |
| 3     | Jan Balachowski        | POL  | 47,3     |
| 4     | Colin Campbell         | GBR  | 47,6     |

### 800 m
| Platz | Athlet               | Land | Zeit (min) |
| ----- | -------------------- | ---- | ---------- |
| 1     | Noel Carroll         | IRL  | 1:56,61    |
| 2     | Alberto Esteban      | ESP  | 1:57,7     |
| 3     | Sergei Krjutschok    | URS  | 1:58,1     |
| 4     | Gerd Larsen          | DEN  | 1:58,3     |
| 5     | Michail Schelobowski | URS  | 1:58,7     |
| 6     | Jan Kasal            | TCH  | 1:59,2     |

### 1500 m
| Platz | Athlet             | Land | Zeit (min) |
| ----- | ------------------ | ---- | ---------- |
| 1     | John Whetton       | GBR  | 3:50,94    |
| 2     | José María Morera  | ESP  | 3:51,7     |
| 3     | Igor Potaptschenko | URS  | 3:51,9     |
| 4     | José Lourenço      | POR  | 3:59,6     |

### 3000 m
| Platz | Athlet           | Land | Zeit (min) |
| ----- | ---------------- | ---- | ---------- |
| 1     | Wiktor Kudinski  | URS  | 8:10,22    |
| 2     | Bernd Dießner    | GDR  | 8:11,0     |
| 3     | Wolfgang Zur     | FRG  | 8:11,8     |
| 4     | Werner Schneiter | SUI  | 8:12,8     |
| 5     | Dane Korica      | YUG  | 8:15,4     |
| 6     | Miroslav Jůza    | TCH  | 8:19,4     |
| 7     | Arne Risa        | NOR  | 8:25,0     |

### 50 m Hürden
| Platz | Athlet                | Land | Zeit (s) |
| ----- | --------------------- | ---- | -------- |
| 1     | Eddy Ottoz            | ITA  | 6,52     |
| 2     | Günther Nickel        | FRG  | 6,68     |
| 3     | Milan Kotík           | TCH  | 6,73     |
| 4     | Adam Kołodziejczyk    | POL  | 6,78     |
| 5     | Wiktor Balichin       | URS  | 6,79     |
| 6     | Walentin Tschistjakow | URS  | 6,95     |

### 4 × 364 m Staffel
| Platz | Land           | Athleten                                                                 | Zeit (min) |
| ----- | -------------- | ------------------------------------------------------------------------ | ---------- |
| 1     | Polen          | Waldemar Korycki Jan Balachowski Jan Werner Andrzej Badeński             | 2:48,9     |
| 2     | BR Deutschland | Horst Daverkausen Peter Bernreuther Ingo Röper Martin Jellinghaus        | 2:49,7     |
| 3     | Sowjetunion    | Boris Sawtschuk Wassyl Anissimow Sergei Abalichin Alexander Brattschikow | 2:51,5     |

### 1820 m Staffel (1 + 2 + 3 + 4 Runden)
| Platz | Land             | Athleten                                                               | Zeit (min) |
| ----- | ---------------- | ---------------------------------------------------------------------- | ---------- |
| 1     | Sowjetunion      | Alexander Lebedew Boris Sawtschuk Igor Potaptschenko Sergei Krjutschok | 3:52,2     |
| 2     | Polen            | Marian Dudziak Waldemar Korycki Andrzej Badeński Edmund Borowski       | 3:54,6     |
| 3     | Spanien          | José Luis Sánchez Ramón Magariños Alfonso Gabernet José María Reina    | 4:02,7     |
|       | Tschechoslowakei | Petr Utěkal Ladislav Kříž Pavel Hruška Jan Kasal                       | DNF        |

### 3 × 1000 m Staffel
| Platz | Land             | Athleten                                         | Zeit (min) |
| ----- | ---------------- | ------------------------------------------------ | ---------- |
| 1     | Sowjetunion      | Michail Schelobowski Oleg Raiko Anatoli Werlan   | 7:13,6     |
| 2     | Spanien          | Alberto Esteban Enrique Bondía Virgilio González | 7:23,6     |
| 3     | Tschechoslowakei | Pavel Hruška Jan Kasal Miroslav Jůza             | 7:40,2     |

### Hochsprung
| Platz | Athlet             | Land | Höhe (m) |
| ----- | ------------------ | ---- | -------- |
| 1     | Waleri Skworzow    | URS  | 2,17     |
| 2     | Walentin Gawrilow  | URS  | 2,17     |
| 3     | Kenneth Lundmark   | SWE  | 2,14     |
| 4     | Rudolf Hübner      | TCH  | 2,14     |
| 5     | Ingomar Sieghart   | FRG  | 2,11     |
| 6     | Bo Jonsson         | SWE  | 2,11     |
| 7     | Rudolf Baudis      | TCH  | 2,11     |
| 8     | Robert Sainte-Rose | FRA  | 2,08     |

### Stabhochsprung
| Platz | Athlet             | Land | Höhe (m) |
| ----- | ------------------ | ---- | -------- |
| 1     | Wolfgang Nordwig   | GDR  | 5,20     |
| 2     | Hennadij Blesnizow | URS  | 5,10     |
| 3     | Jörg Milack        | GDR  | 5,00     |
| 4     | Renato Dionisi     | ITA  | 5,00     |
| 5     | Ignacio Sola       | ESP  | 5,00     |
| 6     | Kjell Isaksson     | SWE  | 4,90     |
| 7     | Leszek Butscher    | POL  | 4,80     |
| 8     | Mike Bull          | GBR  | 4,80     |

### Weitsprung
| Platz | Athlet              | Land | Weite (m) |
| ----- | ------------------- | ---- | --------- |
| 1     | Igor Ter-Owanessjan | URS  | 8,16      |
| 2     | Tõnu Lepik          | URS  | 7,87      |
| 3     | Bernhard Stierle    | FRG  | 7,59      |
| 4     | Klaus Beer          | GDR  | 7,55      |
| 5     | Jack Pani           | FRA  | 7,53      |
| 6     | Jacinto Segura      | ESP  | 7,45      |
| 7     | Dimos Manglaras     | GRE  | 7,18      |
| 8     | Michael Sauer       | FRG  | 7,14      |

### Dreisprung
| Platz | Athlet                     | Land | Weite (m) |
| ----- | -------------------------- | ---- | --------- |
| 1     | Mikalaj Dudkin             | URS  | 16,71     |
| 2     | Wiktor Sanejew             | URS  | 16,69     |
| 3     | Luis Felipe Areta Sampériz | ESP  | 16,47     |
| 4     | Șerban Ciochină            | ROU  | 16,42     |
| 5     | Giuseppe Gentile           | ITA  | 16,03     |
| 6     | Petr Nemšovský             | TCH  | 15,64     |
| 7     | Michael Sauer              | FRG  | 15,61     |
| 8     | Aşkın Tuna                 | TUR  | 15,48     |

### Kugelstoßen
| Platz | Athlet               | Land | Weite (m) |
| ----- | -------------------- | ---- | --------- |
| 1     | Heinfried Birlenbach | FRG  | 18,65     |
| 2     | Władysław Komar      | POL  | 18,40     |
| 3     | Nikolai Karassjow    | URS  | 18,35     |
| 4     | Traugott Glöckler    | FRG  | 18,33     |
| 5     | Edy Hubacher         | SUI  | 18,33     |
| 6     | Arnjolt Beer         | FRA  | 18,12     |
| 7     | Pierre Colnard       | FRA  | 18,02     |
| 8     | Eduard Guschtschin   | URS  | 18,00     |

## Ergebnisse Frauen

### 50 m
| Platz | Athletin          | Land | Zeit (s) |
| ----- | ----------------- | ---- | -------- |
| 1     | Sylviane Telliez  | FRA  | 6,24     |
| 2     | Erika Rost        | FRG  | 6,38     |
| 3     | Hannelore Trabert | FRG  | 6,41     |
| 4     | Galina Mitrochina | URS  | 6,45     |
| 5     | Galina Bucharina  | URS  | 6,45     |
| 6     | Renate Heldt      | GDR  | 6,48     |

### 400 m
| Platz | Athletin             | Land | Zeit (s) |
| ----- | -------------------- | ---- | -------- |
| 1     | Natalja Petschonkina | URS  | 55,24    |
| 2     | Gisela Köpke         | FRG  | 56,2     |
| 3     | Tatjana Arnautowa    | URS  | 56,3     |
| 4     | Ika Maričić          | YUG  | 56,5     |

### 800 m
| Platz | Athletin            | Land | Zeit (min) |
| ----- | ------------------- | ---- | ---------- |
| 1     | Karin Burneleit     | GDR  | 2:07,60    |
| 2     | Alla Kolesnikowa    | URS  | 2:08,3     |
| 3     | Walentina Lukjanowa | URS  | 2:09,4     |
| 4     | Emília Ovádková     | TCH  | 2:09,9     |
| 5     | Ingela Ericson      | SWE  | 2:10,3     |
| 6     | Elisabeth Östberg   | SWE  | 2:20,2     |

### 50 m Hürden
| Platz | Athletin          | Land | Zeit (s) |
| ----- | ----------------- | ---- | -------- |
| 1     | Karin Balzer      | GDR  | 7,03     |
| 2     | Bärbel Weidlich   | GDR  | 7,07     |
| 3     | Ljudmila Ijewlewa | URS  | 7,09     |
| 4     | Inge Schell       | FRG  | 7,13     |
| 5     | Valeria Bufanu    | ROU  | 7,19     |
| 6     | Galina Sarubina   | URS  | 7,22     |

### 4 × 182 m Staffel
| Platz | Land           | Athletinnen                                                                | Zeit (min) |
| ----- | -------------- | -------------------------------------------------------------------------- | ---------- |
| 1     | BR Deutschland | Renate Meyer Hannelore Trabert Christa Elsler Erika Rost                   | 1:28,8     |
|       | Sowjetunion    | Lilija Tkatschenko Ljudmila Samotjossowa Wera Popkowa Natalja Petschonkina | DQ         |

### 1820 m Staffel (1 + 2 + 3 + 4 Runden)
| Platz | Land             | Athletinnen                                                      | Zeit (min) |
| ----- | ---------------- | ---------------------------------------------------------------- | ---------- |
| 1     | Sowjetunion      | Lilija Tkatschenko Wera Popkowa Nadeschda Seropegina Anna Simina | 4:28,3     |
| 2     | Tschechoslowakei | Eva Putnová Vlasta Seifertová Libuše Macounová Emília Ovádková   | 4:39,0     |

### Hochsprung
| Platz | Athletin           | Land | Höhe (m) |
| ----- | ------------------ | ---- | -------- |
| 1     | Rita Schmidt       | GDR  | 1,84     |
| 2     | Virginia Bonci     | ROU  | 1,76     |
| 3     | Antonina Okorokowa | URS  | 1,76     |
| 4     | Snežana Hrepevnik  | YUG  | 1,76     |
| 5     | Jordanka Blagoewa  | BUL  | 1,76     |
| 6     | Klara Puschkarjowa | URS  | 1,73     |
| 7     | Katja Lasowa       | BUL  | 1,70     |
| 8     | Barbara Inkpen     | GBR  | 1,65     |

### Weitsprung
| Platz | Athletin             | Land | Weite (m) |
| ----- | -------------------- | ---- | --------- |
| 1     | Berit Berthelsen     | NOR  | 6,43      |
| 2     | Bärbel Löhnert       | GDR  | 6,23      |
| 3     | Viorica Viscopoleanu | ROU  | 6,23      |
| 4     | Heide Rosendahl      | FRG  | 6,20      |
| 5     | Helēna Ringa         | URS  | 6,14      |
| 6     | Meta Antenen         | SUI  | 6,08      |
| 7     | Marijana Lubej       | YUG  | 5,51      |
|       | Tatjana Talyschewa   | URS  | NM        |

### Kugelstoßen
| Platz | Athletin              | Land | Weite (m) |
| ----- | --------------------- | ---- | --------- |
| 1     | Nadeschda Tschischowa | URS  | 18,18     |
| 2     | Margitta Gummel       | GDR  | 17,69     |
| 3     | Marita Lange          | GDR  | 17,62     |
| 4     | Iwanka Christowa      | BUL  | 17,11     |
| 5     | Marlene Fuchs         | FRG  | 16,01     |
| 6     | Marija Tschorbowa     | BUL  | 15,73     |
| 7     | Brenda Bedford        | GBR  | 13,99     |